# 大田儒城警察署
大田儒城警察署（テジョニュソンけいさつしょ）は、大田地方警察庁所管の警察署である。

## 管轄区域
- 儒城区

## 沿革
- 2015年10月12日 - 大田屯山警察署から分離して開署。

## 管轄地区隊
- 儒城地区隊
- 道龍地区隊

## 管轄派出所
- 老隠派出所
- 九則派出所
- 鎮岑派出所

## 管轄治安センター
- 新城治安センター